# Maria Coffey
Maria Coffey – autorka książek o tematyce górskiej.
Rozpoczęła karierę pisarską w 1989 roku publikacją książki Fragile Edge: Loss on Everest. Od tego czasu opublikowała kolejne dziewięć książek dokumentujących jej wyprawy i podróże po świecie z mężem Dagiem Goeringiem. Pochodząca z Anglii autorka mieszka obecnie na zachodnim wybrzeżu Kanady, gdzie wraz z mężem prowadzi biuro podróży przygodowych „Hidden Places”.

## Publikacje
- Mroczna strona gór (ang. Where the Mountain Casts its Shadow: the Dark Side of Extreme Adventure), Wydawnictwo Sklep Podróżnika, 2013, wyd. I, ISBN 978-83-7136-095-4.